# Jönköping University
Die Jönköping University (früherer Name Högskolan i Jönköping) ist eine durch eine Stiftung getragene private Hochschule in Jönköping, Schweden. Anders als die Eigenbezeichnung suggeriert handelt es sich nicht um eine Universität, sondern um eine Högskola, eine nichtuniversitäre schwedische Hochschule entsprechend einer deutschen Fachhochschule.
Die Jönköping University besteht aus vier eigenständigen Hochschulen und ist für bestimmte Fachgebiete mit Promotions- und Habilitationsrecht ausgestattet. Jede der Hochschulen ist eine Aktiengesellschaft nach schwedischem Recht (siehe Aktiebolag). Diese, sowie ein weiteres Unternehmen (Högskoleservice), welches für den Hochschulbetrieb verantwortlich ist, sind in einer Unternehmensgruppe zusammengefasst, dessen Eigentümer die Stiftung Hochschule Jönköping ist.

## Hochschulen
- Handelshochschule (Jönköping International Business School / JIBS)
- Technische Hochschule (Jönköping School of Engineering, Tekniska Högskolan)
- Hochschule für Gesundheitswissenschaften (Jönköping School of Health Sciences, Hälsohögskolan)
- Hochschule für Pädagogik und Kommunikation (Jönköping School of Education and Communication, Högskolan för lärande och kommunikation)

## Campus
Die Jönköping University liegt in der Stadtmitte Jönköpings am Ufer des Sees Munksjön, unweit des Ufers des Vättern.

## Geschichte
- 1977: Die Hochschule wird gegründet.
- 1994: Die Hochschule erhält ihre jetzige Stiftungsform.
- 1995: Das Promotions- und Habilitationsrecht für bestimmte Fachgebiete wird erteilt.
- 2005: Die Bibliothek der Hochschule wird als 'Schwedens Bibliothek des Jahres' ausgezeichnet.
- 2013: Es entsteht das neue Sportcenter, Campus Arena.
- 2015: Als erste wirtschaftswissenschaftliche Hochschule Schwedens, wird Jönköping International Business School sowohl durch AACSB als auch EQUIS akkreditiert.

## Rankings
Times Higher Education (THE) stuft Jönköping University in seinem globalen Young University Ranking 2023 im Bereich 201–250 ein.
| Year | Times Higher Education (THE) – Young University Rankings |
| ---- | -------------------------------------------------------- |
| 2023 | 201–250                                                  |